# Sankulay Kunda
Sankulay Kunda (Schreibvariante: Sankuli Kunda, Sankule Kunda) ist eine Ortschaft im westafrikanischen Staat Gambia.
Nach einer Berechnung für das Jahr 2013 leben dort etwa 799 Einwohner, das Ergebnis der letzten veröffentlichten Volkszählung von 1993 betrug 559.

## Geographie
Sankulay Kunda liegt am südlichen Ufer des Gambia-Flusses in der Central River Region, Distrikt Fulladu West. Der Ort liegt an der Straße, die von der South Bank Road Richtung Norden, bei Yero Beri Kunda, nach Janjanbureh abzweigt. Nach Janjanbureh auf Janjanbureh Island wurde die Verbindung bislang über eine Fähre hergestellt, seit Mitte 2011 ermöglicht die Sankulay Kunda Bridge eine Verbindung zur Insel.

## Kultur und Sehenswürdigkeiten

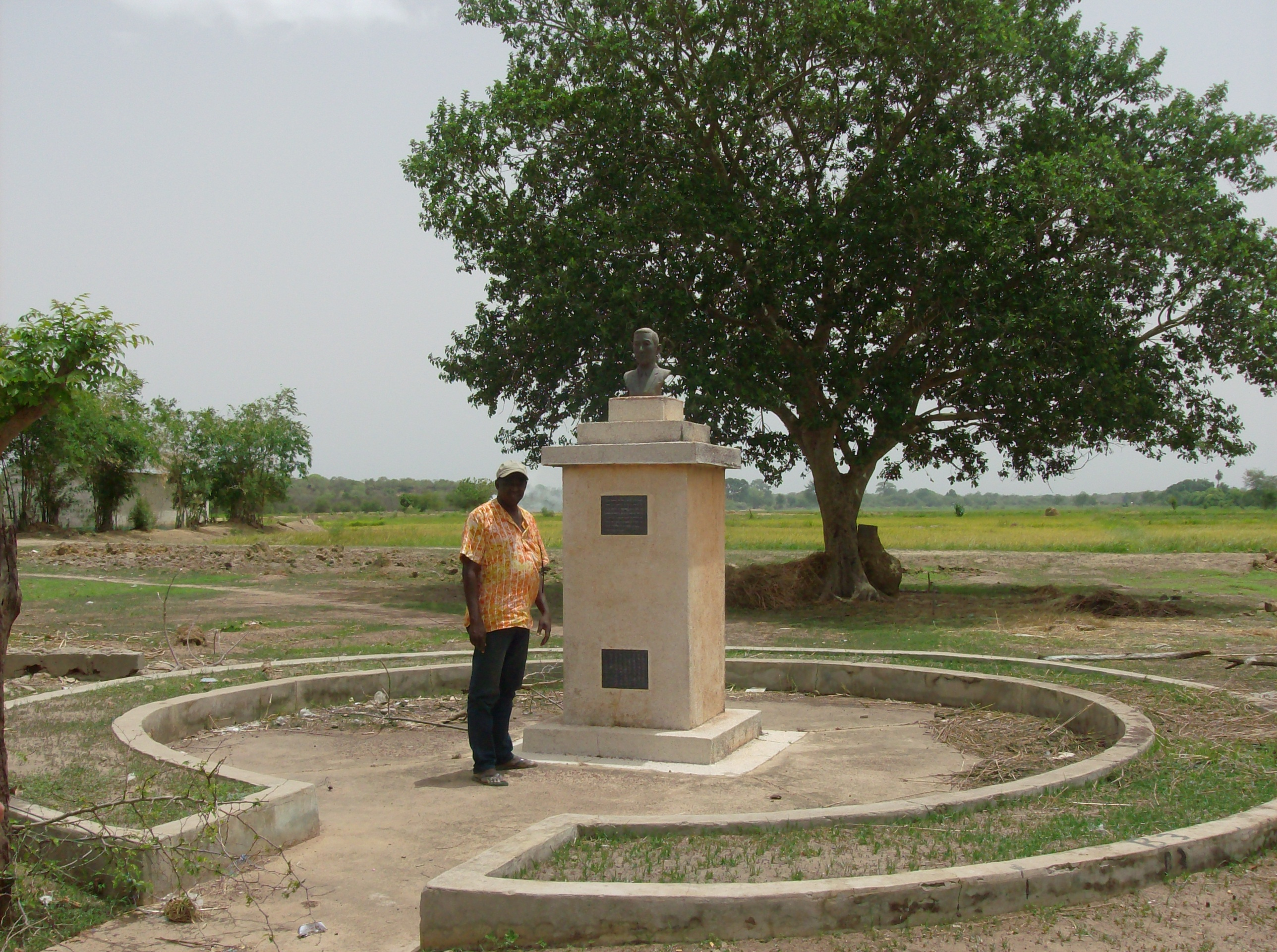
Monument to the chinese (2009)

Taiwan war das erste asiatische Land, das die Unabhängigkeit von Gambia anerkannte. In den 1960ern schickten sie einen Landwirtschaftsexperten, Frank D. Lee, der Hauptpionier bei der Leitung des technischen Teams bei der Entwicklung des Bewässerungssystems in der Central River Region. Lee verstarb 1966 nach einer Krankheit, ihm zu Ehren wurde an der Straße nach Janjanbureh eine Büste auf einen Sockel errichtet.